# بیلکارادیه
بیلکارادیه شهری در شهرستان ناسره در استان بام در بورکینافاسوی شمالی است و جمعیت آن ۲۷۶ نفر است.